# نانوهوازی

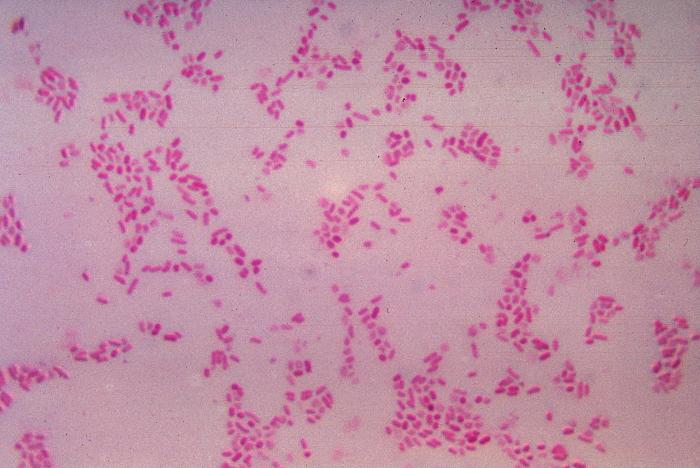
باکتروئیدس فراژیلیس نانو هوازی

نانوهوازی (به انگلیسی: Nanaerobe) اندامگانی هستند که در حضور میزان میکرو مول از اکسیژن قادر به زندگی نمی‌باشند، اما در حضور حداقل اکسیژن برابر یا کمتر از میزان نانو مول قادر به استفاده از اکسیژن و رشد می‌باشند (برای مثال، باکتروئیدس فراژیلیس).